# Fernanda Torres
Fernanda Torres tên khai sinh là Fernanda Pinheiro Monteiro Torres sinh ngày 15.9.1965 tại Rio de Janeiro, là nữ diễn viên điện ảnh, sân khấu và truyền hình người Brasil.

## Cuộc đời và Sự nghiệp
Chị là con của nữ diễn viên Fernanda Montenegro - người đã từng được đề cử cho giải Oscar - và nam diễn viên Fernando Torres.
Tháng 5 năm 1986 chị đoạt Giải cho nữ diễn viên xuất sắc nhất tại Liên hoan phim Cannes 1986 cho vai chính trong phim Eu Sei Que Vou Te Amar ở tuổi 19.

## Đời tư
Chị kết hôn với nhà sản xuất kiêm đạo diễn Andrucha Waddington, người đã đạo diễn chị cùng với Fernanda Montenegro trong phim The House of Sand năm 2005. Họ có hai con trai: Joaquim (sinh năm 2000) và Antônio (sinh ngày 10.4.2008). Chị cũng là mẹ kế của João (sinh năm 1993) và Pedro (sinh năm 1995).
Năm 2003, chị viết kịch bản đầu tay "O Redentor", với sự trợ giúp của anh trai, nhà quay phim Cláudio Torres.

## Danh mục phim chọn lọc
- Inocência (1983)
- A Marvada Carne (1985)
- Com Licença, Eu Vou à Luta (1986)
- Eu Sei Que Vou Te Amar (1986)
- A Mulher do Próximo (1988)
- Kuarup (1989)
- Beijo 2348/72 (1990)
- One Man's War (1991)
- Capitalismo Selvagem (1993)
- Foreign Land (1996)
- O Judeu (1996)
- Four Days in September (1997)
- Traição (1998)
- Gêmeas (1999)
- Os Normais (2003)
- Redentor (2004)
- The House of Sand (2005)
- Saneamento Básico (2007)
- A Mulher Invisível (2009)
- Os Normais 2, A Noite Mais Maluca De Todas (2009)